# كارلوس لامبي
كارلوس لامبي (بالإسبانية: Carlos Lampe) (17 مارس 1987 بوليفيا - ) هو لاعب كرة قدم بوليفي، يلعب كحارس مرمى.

## وصلات خارجية
كارلوس لامبي على موقع إي إس بي إن إف سي (الإنجليزية)
- كارلوس لامبي على موقع قاعدة بيانات كرة القدم.إي يو (الإنجليزية)
- كارلوس لامبي على موقع ناشيونال فوتبول تيمز (الإنجليزية)
- كارلوس لامبي على موقع Soccerway.com (الإنجليزية)
- كارلوس لامبي على موقع عالم كرة القدم.نت (الإنجليزية)
- كارلوس لامبي على موقع AS.com (الإسبانية)